# Eric Brook
Eric Fred Brook (27 de novembre de 1907 - 29 de març de 1965) fou un futbolista anglès de la dècada de 1930.
Fou internacional amb la selecció d'Anglaterra durant els anys trenta. Defensà els colors de Barnsley FC i del Manchester City FC.

## Palmarès
Manchester City
- FA Cup: 
  - 1933-34[7]
- Football League First Division: 
  - 1936-37[8]

Anglaterra
- British Home Championship: 1929-30, 1934-35 (compartit), 1937-38[9]